# 愛知県立半田商業高等学校
愛知県立半田商業高等学校（あいちけんりつ はんだしょうぎょうこうとうがっこう）は、愛知県半田市に所在する公立の商業高等学校。校章は商人や旅人の守護神である「メルクリウス」がモチーフとなっている。

## 校訓
「敬愛・創造」
- 敬愛：伝統と文化を継承し、他人を敬い、慈しむ心をもとう！
- 創造：21世紀にふさわしい、豊かな感性や発想をもとう！

## 沿革

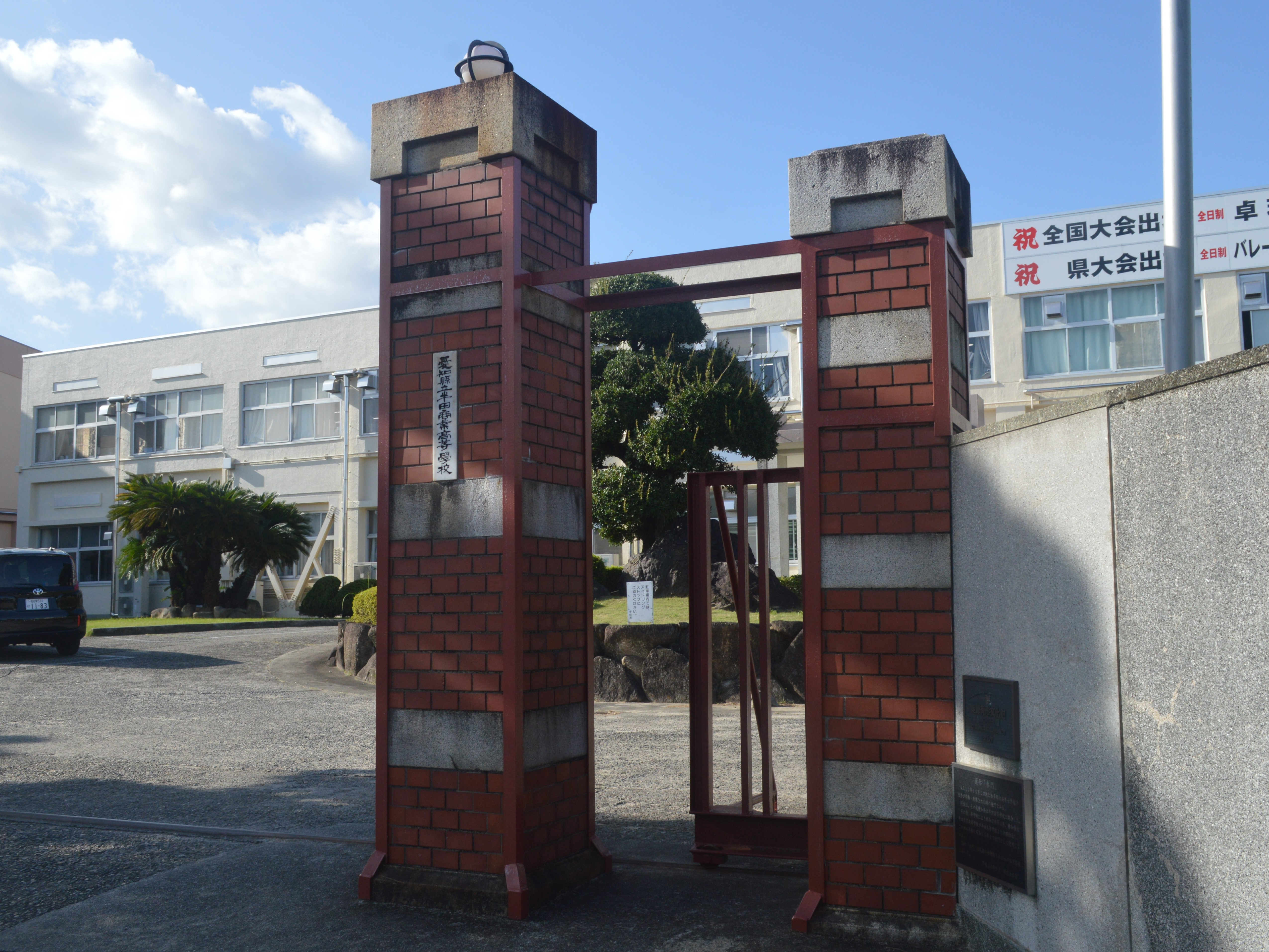
登録有形文化財の正門門柱

- 1926年（大正15年）3月 - 愛知県半田商業専修学校として開校。
- 1933年（昭和8年）4月 - 愛知県半田商業学校第一種（3年制）設置。
- 1935年（昭和10年）3月 - 愛知県半田専修学校廃校。
- 1937年（昭和12年）3月 - 第二種（5年制）併置。
- 1943年（昭和18年）3月 - 第一種（3年制）廃止。
- 1944年（昭和19年）3月 - 愛知県半田工業学校を併置。
- 1946年（昭和21年）4月 - 愛知県半田商業学校、愛知県半田工業学校を廃止し、愛知県半田商工学校を設置。
- 1948年（昭和23年）4月 - 愛知県半田商工高等学校と改称。
- 1948年（昭和23年）10月 - 愛知県半田商工高等学校、半田市高等学校を廃止し、愛知県半田南高等学校を設置。
- 1949年（昭和24年）4月 - 愛知県半田南高等学校の商業課程・家庭課程を愛知県立半田高等学校に統合。
- 1951年（昭和26年）3月 - 愛知県立半田高等学校商業課程が愛知県立半田商業高等学校として独立。
- 1952年（昭和27年）4月 - 定時制課程（夜間）併置。
- 1955年（昭和30年）4月 - 4学級編成。
- 1956年（昭和31年）2月 - 西運動場拡張。
- 1957年（昭和32年）6月 - 図書館完工。
- 1959年（昭和34年）4月 - 5学級編成。
- 1959年（昭和34年）4月 - 学校給食室完工。
- 1960年（昭和35年）8月 - 本館完工。
- 1962年（昭和37年）4月 - 6学級編成。
- 1963年（昭和38年）1月 - 第二期工事（普通教室）完工。
- 1963年（昭和38年）4月 - 8学級編成。
- 1964年（昭和39年）4月 - 第3期工事（普通教室）9教室完工。
- 1965年（昭和40年）8月 - 特別教室3、準備室3完工。
- 1966年（昭和41年）3月 - 商業特別教室4、準備室3完工。
- 1967年（昭和42年）5月 - 講堂兼体育館完工。
- 1970年（昭和45年）3月 - 武道場完工。
- 1971年（昭和46年）7月 - 三階校舎（特別教室棟）完工。
- 1971年（昭和46年）11月 - 第2グランド完工。
- 1972年（昭和47年）3月 - 三階校舎（産振棟）完工。
- 1972年（昭和47年）3月 - 渡り廊下完工。
- 1972年（昭和47年）5月 - プール完工。
- 1975年（昭和50年）5月 - 三階校舎（増築）完工。
- 1977年（昭和52年）3月 - 定時制調理室完工。
- 1979年（昭和54年）3月 - 定時制食堂完工。
- 1980年（昭和55年）3月 - 運動場の女子更衣室完成。
- 1981年（昭和56年）4月 - 経理科2学級、商業科6学級編成（全日制）。
- 1983年（昭和58年）3月 - プール管理室（増築）完工。
- 1984年（昭和59年）3月 - 体育器具庫・渡り廊下完工。
- 1985年（昭和60年）1月 - 体育クラブ室完工。
- 1985年（昭和60年）10月 - 前庭整備完工。
- 1987年（昭和62年）3月 - 本館棟内部取り壊し第1期工事完工。
- 1987年（昭和62年）3月 - 野外体育器具庫完工。
- 1987年（昭和62年）12月 - 本館棟内部取り壊し第2期工事完工。
- 1987年（昭和62年）12月 - 野外清掃器具庫完工。
- 1988年（昭和63年）3月 - 職員昇降口完工。
- 1991年（平成3年）1月 - 中校舎改修工事完工。
- 1991年（平成3年）4月 - 情報処理科改変設置（経理科2学級、情報処理科2学級、商業科4学級編成（全日制））。
- 1992年（平成4年）4月 - 商業科3学級、経理科2学級、情報処理科2学級編成（全日制）。
- 1993年（平成5年）3月 - コート（第2グランド）整備工事完工。
- 1994年（平成6年）2月 - 四階校舎（普通教室9教室）改修工事完工。
- 1994年（平成6年）3月 - 体育館屋根改修工事完工。
- 1995年（平成7年）4月 - 商業科2学級、経理科2学級、情報処理科2学級編成（全日制）。
- 1996年（平成8年）2月 - 四階校舎（特別教室全教室、普通教室3教室）改修工事完工。
- 1998年（平成10年）3月 - 体育館改修工事完工。
- 2003年（平成15年）2月 - デジタルデータ処理技術者育成実習室完成（文書処理実習室）。
- 2003年（平成15年）12月 - 四階校舎耐震補強工事完工。
- 2005年（平成17年）2月 - グランド整備工事完工。
- 2005年（平成17年）4月 - 総合ビジネス科2学級、経理科2学級、情報処理科2学級編成（全日制）。
- 2017年（平成29年）6月28日 - 半田商業高校の正門を含む13校の門柱（愛知県立旧制学校の門柱）が登録有形文化財（建造物）に登録される[1]。

## 主な学校行事
- 入学式
- コーラス大会
- 体育祭
- 文化祭
- 球技大会
- 保育実習
- 修学旅行
- 予餞会
- 卒業式

## 部活動

### 運動部
- 野球部
- バスケットボール部
- ラグビー部
- バレーボール部
- ハンドボール部
- バドミントン部
- ハンドボール部
- 陸上競技部
- 剣道部
- ソフトボール部
- 硬式テニス部
- ソフトテニス部
- 卓球部

### 文化部
- 文芸部
- CG・美術部
- OA・ワープロ部
- コンピュータ部
- 簿記部
- 珠算・電卓部
- 演劇部
- 吹奏楽部
- 茶華道A・B部
- ボランティア部
- 家庭部

## 交通アクセス
- 名鉄河和線「知多半田駅」より徒歩で約5分。約450m。
- JR武豊線「半田駅」より徒歩で約20分。約1.1km。

## 主な卒業生
- 籾山芳輝 - 武豊町長。
- 加古智美 - 柔道家。
- 長谷川良平 - プロ野球選手。
- 三井雅晴 - プロ野球選手。
- 三遊亭楽松 - 落語家。
- 貴島サリオ - 歌手。